# Molinat
Molinat ist ein Wirkstoff zum Pflanzenschutz und eine chemische Verbindung aus der Gruppe der Derivate der Thiocarbamate.

## Gewinnung und Darstellung
Molinat kann durch Reaktion von Phosgen mit Ethylmercaptan und weitere Reaktion des Zwischenproduktes Ethylchlorthiolformiat mit Hexamethylenimin gewonnen werden.

## Eigenschaften
Molinat ist eine schwer entzündliche gelbliche Flüssigkeit. Sie ist stabil unter sauren und alkalischen Bedingungen.

## Verwendung
Molinat wird als Wirkstoff in Pflanzenschutzmitteln verwendet. Es ist ein selektives Herbizid und wird eingesetzt, um Unkräuter in Reisfeldern zu bekämpfen. Es wirkt giftig auf keimende breitblättrige Unkräuter und Gräser. Die Wirkung beruht auf der Hemmung der Lipidsynthese. Molinat wurde 1964 in den USA eingeführt.

## Zulassung
Molinat wurde mit Wirkung zum 1. August 2004 in der EU als Wirkstoff in Pflanzenschutzmitteln zugelassen, allerdings ist diese Zulassung am 31. Juli 2014 ausgelaufen. Die Übergangsfrist endete am 31. Januar 2016. Seither sind in den EU-Staaten einschließlich Deutschland und Österreich sowie in der Schweiz keine Pflanzenschutzmittel mehr mit diesem Wirkstoff zugelassen.

## Sicherheitshinweise
Die Dämpfe von Molinat können mit Luft beim Erhitzen des Stoffes über seinen Flammpunkt (100 °C) ein explosionsfähiges Gemisch bilden.